# La Liga de 1970–71
A La Liga de 1970–71 foi a 40º edição da Primeira Divisão da Espanha de futebol. Com 16 participantes, o campeão foi o Valencia CF.